# Keiichiro Saito
Keiichiro Saito (斎藤圭一郎 Saitō Keiichirō?) es un animador y director de anime japonés.
Es particularmente conocido por haber dirigido las adaptaciones animadas del manga Bocchi the Rock! en 2022 y Sōsō no Frieren en 2023.

## Biografía

### Inicio de su carrera
Saito dice que es uno de los pocos estudiantes japoneses que no ha ido a la escuela secundaria. En 2015, sin embargo, se graduó en animación en el Departamento de Manga de la Universidad Seika de Kioto.
El cortometraje de animación Itadaki no Saki, que creó como su proyecto de graduación universitaria, ganó el premio al mejor proyecto de graduación de su facultad en Seika, y el premio a la excelencia, así como el premio Production I.G en el 12.º Festival de Cine de Animación de Kichijouji, el mismo año.
Mientras que Itadaki no Saki figura entre las películas proyectadas en el 15° Indie Anime Festa, festival japonés dedicado a la animación independiente, conoció al productor Shouta Umehara del estudio CloverWorks. Después de esto, fue contratado regularmente para trabajar en las producciones del estudio.

### Revelación y ascenso como director
Luego, Umehara lo eligió para dirigir la adaptación animada de Bocchi the Rock! en CloverWorks, siguiendo el consejo de Kerorira, diseñador de personajes y director de animación de la serie. Destacó por sus cualidades de producción y su estilo muy expresivo, y rápidamente se volvió viral en Internet, multiplicando por diez la popularidad del manga inicial y de su autor. También recibió una recepción crítica favorable en Occidente, tanto por su creatividad visual como por su descripción de la ansiedad social. Para el año de su lanzamiento, la serie recibió siete premios Anime Trending Awards, incluido el de mejor dirección de episodio, tres premios Newtype Anime, incluidos mejor serie y mejor dirección, y un premio Crunchyroll Anime Awards a Mejor Anime de la Vida Diaria, estando también nominada en las categorías de Anime del Año y Mejor Director.
En 2023 dirigió la adaptación del manga Sōsō no Frieren, producida en el estudio Madhouse. El productor Yuichiro Fukushi había querido confiarle una serie completa para que dirigiera durante varios años, pero Saitō siempre se había negado, encontrando los proyectos demasiado ambiciosos y grandilocuentes para él y no encontrándose un buen director de acción hasta que le ofrecieron Sōsō no Frieren, que acepta y cuya primera temporada se emite entre septiembre de 2023 y marzo de 2024. Esta serie vuelve a recibir una acogida crítica unánime, incluso siendo regularmente calificada como una de las mejores series de animación de 2023. También es un éxito popular, convirtiéndose en la cuarta serie de anime más buscada de 2023 en Yahoo! Japan, y el anime japonés mejor calificado de la historia en los sitios MyAnimeList y Anime News Network al finalizar su ejecución.

## Estilo de producción
Kaeru Ishii de Real Sound analiza a Saito como director con gran lucidez sobre las "aperturas" que puede encontrar dentro de un material original para expandir la historia y expresar su significado más allá de lo que el material original había permitido. Ishii cita ejemplos de esto en Bocchi the Rock!, donde un chiste de un panel que presenta a un "monstruo ansioso de atención" se convierte en una secuencia completa en blanco y negro que parodia a Godzilla. El objetivo es, según Ishii, acentuar aún más el contraste entre el talento musical del personaje principal y su morboso pesimismo. Saito dice que quería explotar al máximo el potencial visual de la animación para contrastar con el formato muy simple del material original (un manga yonkoma) y acentuar la energía y exuberancia de los personajes. Esta expresividad y profundidad sumada a la historia da como resultado una serie donde 13 episodios sólo adaptan un volumen y medio de manga.
En el caso de Sōsō no Frieren, un manga con una estructura más tradicional y un ritmo más lento que evoca el paso del tiempo, Kaeru Ishii y Kevin Cirugeda sostienen que es esta vez en los detalles y momentos más íntimos donde Saito revela su estilo, dejando una mayor parte de la historia original pero jugando con el ritmo y los cambios de tono para reforzar las sensaciones del paso del tiempo y el vínculo emocional de los personajes, por ejemplo, sobre los diferentes cambios entre épocas en los que el personaje de Frieren regresa a lugares que ya visitó siglos antes o revive situaciones similares. El aspecto principal de Frieren es su larga esperanza de vida en comparación con los humanos, la comprensión de Saito permite un énfasis más claro en los límites borrosos de sus recuerdos y su nostalgia. Cirugeda añade que la dirección de Saito es encomiable no sólo artísticamente, sino también logísticamente, sabiendo delegar los aspectos adecuados en las personas adecuadas como los decorados, la construcción visual del mundo o las escenas de acción.

## Trabajos

### Series de televisión
Destaca papeles con funciones de dirección de series.
| Año  | Título                                                             | Director(es)                              | Estudio                 | Funciones | Refs.                |
| ---- | ------------------------------------------------------------------ | ----------------------------------------- | ----------------------- | --- | -------------------- |
| 2015 | Absolute Duo                                                       | Atsushi Nakayama                          | 8-Bit                   | Animación clave (#8) | [ 25 ]               |
| 2016 | Days                                                               | Kōnosuke Uda                              | MAPPA                   | Animación clave (#15, 20) Segunda animación clave (#7, 10, 12, 15) | [ 26 ]               |
| 2016 | Love Live! Sunshine!!                                              | Kazuo Sakai                               | Sunrise                 | Animación intermedia (#6) | [ 27 ]               |
| 2016 | Monster Hunter Stories: Ride On                                    | Mitsuru Hongo                             | David Production        | Director de episodios (#62, 71) Guionista gráfico (#62, 71) Animación clave (#9, 12, 14, 17, 25, 28, 30, 36-37, 40, 42, 47, 62, 71, 75; OP3) Segunda animación clave (#3) | [ 28 ]               |
| 2016 | Flip Flappers                                                      | Kiyotaka Oshiyama                         | 3Hz                     | Animación clave (#8) | [ 29 ]               |
| 2016 | Occultic;Nine                                                      | Kyōhei Ishiguro Miyuki Kuroki             | A-1 Pictures            | Animación clave (#8) | [ 30 ]               |
| 2016 | Pokémon Sol y Pokémon Luna                                         | Kunihiko Yuyama Daiki Tomiyasu Yūji Asada | OLM                     | Animación clave (#144) | [ 31 ]               |
| 2017 | Little Witch Academia                                              | Yō Yoshinari                              | Trigger                 | Animación clave (#2) | [ 32 ]               |
| 2017 | ACCA: 13-ku Kansatsu-ka                                            | Shingo Natsume                            | Madhouse                | Animación clave (#7) | [ 33 ]               |
| 2017 | Gamers!                                                            | Manabu Okamoto                            | Pine Jam                | Animación clave (#12) | [ 34 ]               |
| 2017 | The iDOLM@STER SideM                                               | Miyuki Kuroki Takahiro Harada             | A-1 Pictures            | Director de episodios (#6, 11) Director de animación (#11) Animación clave (#11, 13) Segunda animación clave (#11) Animación intermedia (#11)                             | [ 35 ]               |
| 2018 | Hōzuki no Reitetsu 2nd Season: Sono Ni                             | Kazuhiro Yoneda                           | Studio Deen             | Animación clave (#17) | [ 36 ]               |
| 2018 | Yama no Susume Third Season                                        | Yusuke Yamamoto                           | 8-Bit                   | Animación clave (#10) | [ 37 ]               |
| 2019 | Boogiepop wa Warawanai                                             | Shingo Natsume                            | Madhouse                | Director de episodios (#7, 13) Guionista gráfico (#7, 13; ED) Animación clave (#1, 7, 13, 17-18; ED) Director de unidad (#ED)                                             | [ 38 ]               |
| 2019 | Honzuki no Gekokujō                                                | Mitsuru Hongo                             | Ajia-do Animation Works | Animación clave (#OP) | [ 39 ]               |
| 2020 | Honzuki no Gekokujō 2nd Season                                     | Mitsuru Hongo                             | Ajia-do Animation Works | Animación clave (#OP) | [ 40 ]               |
| 2020 | Strike Witches: Road to Berlin                                     | Hideya Takahashi Kazuhiro Takamura        | David Production        | Animación clave (#3; OP) | [ 41 ]               |
| 2021 | Wonder Egg Priority                                                | Shin Wakabayashi                          | CloverWorks             | Animación clave (#OP) | [ 42 ]               |
| 2021 | Slime Taoshite 300-nen, Shiranai Uchi ni Level Max ni Nattemashita | Nobukage Kimura                           | Revoroot                | Animación clave (#6; OP) | [ 43 ]               |
| 2021 | Sonny Boy                                                          | Shingo Natsume                            | Madhouse                | Director de episodios (#3, 8) Guionista gráfico (#3, 8) Director de animación (#8) Animación clave (#1-2, 8, 11-12)                                                       | [ 44 ]               |
| 2021 | Gunma-chan                                                         | Mitsuru Hongo                             | Ascension               | Animación clave (#39) | [ 45 ]               |
| 2021 | Takt Op. Destiny                                                   | Yūki Itō                                  | MAPPA Madhouse          | Animación clave (#OP) | [ 46 ]               |
| 2022 | Princess Connect! Re:Dive Season 2                                 | Takaomi Kanasaki Yasuo Iwamoto            | CygamesPictures         | Animación clave (#4) | [ 47 ]               |
| 2022 | Heike Monogatari                                                   | Naoko Yamada                              | Science Saru            | Animación clave (#3) | [ 48 ]               |
| 2022 | Shokei Shōjo no Virgin Road                                        | Yoshiki Kawasaki                          | J.C.Staff               | Guionista gráfico (#ED) Director de unidad (#ED) Animación (#ED) Arte de fondo (#ED) Animación clave (#OP)                                                                | [ 49 ]               |
| 2022 | Yama no Susume: Next Summit                                        | Yusuke Yamamoto                           | 8-Bit                   | Director de episodio (#7a) Guionista gráfico (#7a) Animación clave (#7a)                                                                                                  | [ 50 ]               |
| 2022 | Mob Psycho 100 III                                                 | Yuzuru Tachikawa Takahiro Hasui           | Bones                   | Animación clave (#4) | [ 51 ]               |
| 2022 | Bocchi the Rock!                                                   | Keiichirō Saitō                           | CloverWorks             | Director Director de episodios (#1, 12) Guionista gráfico (#1-2, 8, 12; OP) Director de unidad (#OP) Animación clave (#12; OP)                                            | [ 52 ] [ 53 ] [ 54 ] |
| 2023 | Oshi no Ko                                                         | Daisuke Hiramaki Chao Nekotomi            | Doga Kobo               | Animación clave (#OP) | [ 55 ]               |
| 2023 | Sōsō no Frieren                                                    | Keiichirō Saitō                           | Madhouse                | Director Director de episodio (#28) Guionista gráfico (#1, 11, 21, 26, 28; OP1) Director de unidad (#OP1)                                                                 | [ 56 ] [ 57 ]        |
| 2024 | Nige Jōzu no Wakagimi                                              | Yuta Yamazaki                             | CloverWorks             | Segunda animación clave (#2) | [ 58 ]               |
| 2025 | Sono Bisque Doll wa Koi o Suru Season 2                            | Keisuke Shinohara                         | CloverWorks             | Guionista gráfico (#18) | [ 59 ]               |
| 2026 | Sōsō no Frieren 2nd Season                                         | Tomoya Kitagawa                           | Madhouse                | Director de apoyo | [ 60 ]               |

### Películas
| Año  | Título                                           | Director(es) | Estudio           | Funciones       | Refs.  |
| ---- | ------------------------------------------------ | ------------ | ----------------- | --------------- | ------ |
| 2020 | Doraemon y la misteriosa isla de los dinosaurios | Kazuaki Imai | Shin-Ei Animation | Animación clave | [ 61 ] |

### ONAs
| Año  | Título                                  | Director(es)                    | Estudio      | Funciones             | Refs.  |
| ---- | --------------------------------------- | ------------------------------- | ------------ | --------------------- | ------ |
| 2019 | Fate/strange Fake PV                    | Takahito Sakazume               | A-1 Pictures | Animación clave       | [ 62 ] |
| 2021 | Super Crooks                            | Motonobu Hori                   | Bones        | Animación clave (#7)  | [ 63 ] |
| 2024 | Monogatari Series: Off & Monster Season | Akiyuki Shinbo Midori Yoshizawa | Shaft        | Animación clave (#OP) | [ 64 ] |

### OVAs
Destaca papeles con funciones de dirección de series.
| Año  | Título                            | Director(es)                   | Estudio                 | Funciones                                                       | Refs.  |
| ---- | --------------------------------- | ------------------------------ | ----------------------- | --------------------------------------------------------------- | ------ |
| 2020 | ACCA: 13-ku Kansatsu-ka - Regards | Keiichirō Saitō Shingo Natsume | Madhouse                | Director Director de episodio Guionista gráfico Animación clave | [ 65 ] |
| 2020 | Honzuki no Gekokujō OVA           | Mitsuru Hongo                  | Ajia-do Animation Works | Animación clave (#OP)                                           | [ 66 ] |

## Premios
| Año  | Premio                   | Categoría      | Obra             | Resultado | Refs.  |
| ---- | ------------------------ | -------------- | ---------------- | --------- | ------ |
| 2023 | Newtype Anime Awards     | Mejor Director | Bocchi the Rock! | Ganador   | [ 12 ] |
| 2024 | Crunchyroll Anime Awards | Mejor Director | Bocchi the Rock! | Nominado  | [ 13 ] |
| 2025 | Crunchyroll Anime Awards | Mejor Director | Sōsō no Frieren  | Ganador   | [ 67 ] |